# Theresa Schafzahl
Theresa Naemi Schafzahl (* 12. April 2000 in Weiz) ist eine österreichische Eishockeyspielerin, die seit 2023 bei den Boston Fleet in der Professional Women’s Hockey League unter Vertrag steht.

## Karriere
Theresa Schafzahl stammt aus dem Nachwuchs des EC Weiz, für den sie etwa bis zu ihrem 13. Lebensjahr spielte. Parallel dazu war sie ab 2006 im Fußball für den SC Weiz und ab 2009 für die Wildcats Krottendorf aus Krottendorf bei Weiz aktiv. Dort kam sie nahezu ausschließlich im Nachwuchsbereich zum Einsatz, absolvierte als 13-Jährige zwei Freundschaftsspiele für die Frauenmannschaft und beendete in weiterer Folge ihre Vereinslaufbahn.

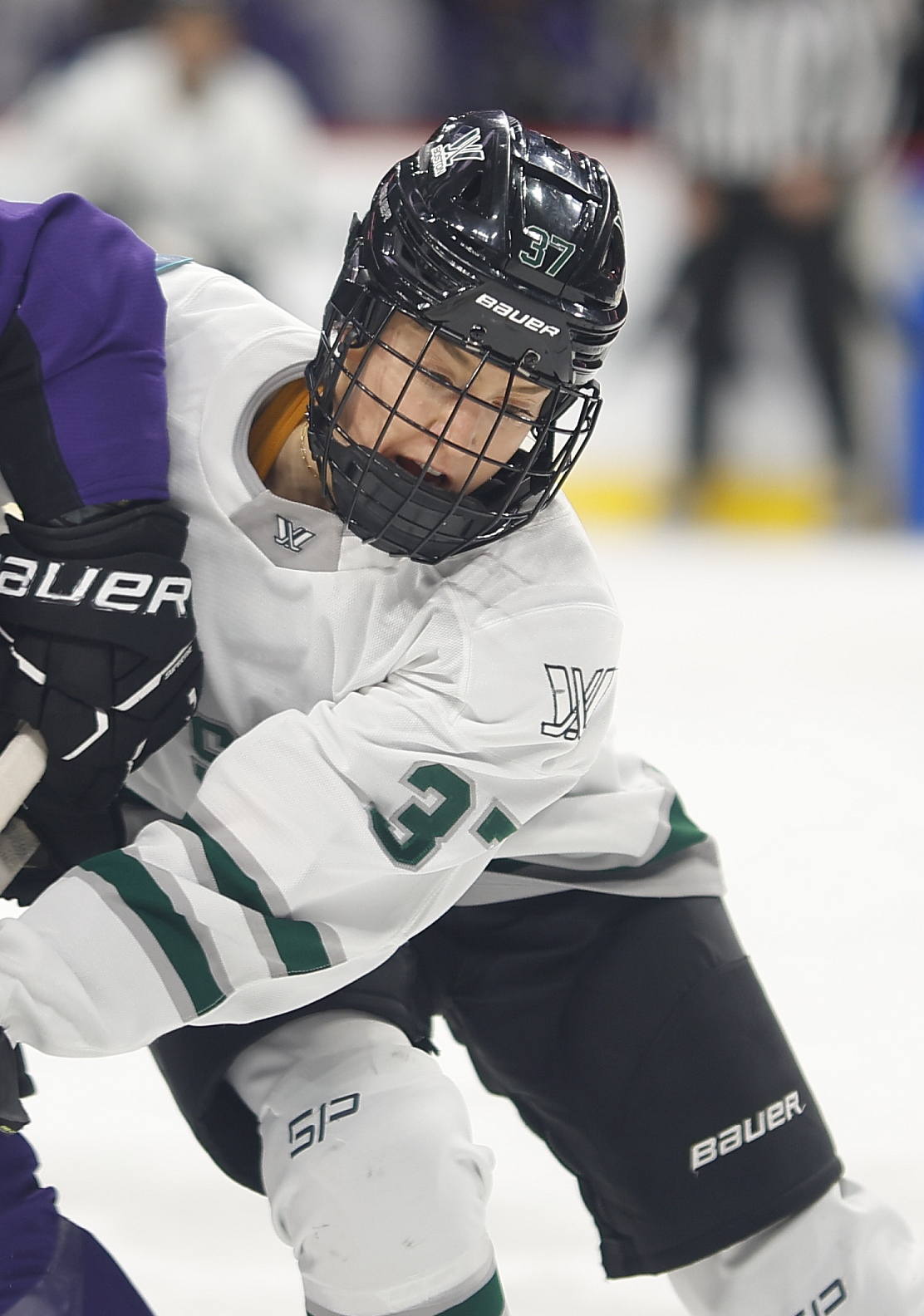
Theresa Schafzahl im Trikot von PWHL Boston (2024)

Anschließend verließ sie ihren Heimatverein und wechselte zum im 25 km entfernten Graz beheimateten DEC Devils Graz, für den sie in der Dameneishockey-Bundesliga aktiv war. Ab 2016 kam sie parallel beim EHV Sabres Wien zum Einsatz und wechselte 2017 fest zu diesen. Mit den Sabres gewann sie 2017 und 2018 jeweils den österreichischen Staatsmeistertitel sowie 2018 die European Women’s Hockey League. Anschließend entschloss sie sich für einen Wechsel nach Nordamerika und begann ein Studium an der University of Vermont (UVM). Parallel zum Studium spielte sie für die Vermont Catamounts, das Eishockeyteam der Universität, in der Hockey East (HE), einer Liga der NCAA. Schon in den ersten zwei Jahren des Studiums zeigte sie gute Leistungen, konnte diese aber vor allem in den Jahren 2021 bis 2023 maßgeblich steigern. In der Saison 2021/22 erzielte sie 25 Tore und 21 Assists in 29 Spielen und stellte damit neue Saisonrekorde ihrer Universität für Scorerpunkte (46) und Tore auf. Am Ende der Saison wurde sie in das First Team All Hockey East gewählt sowie als Hockey East Scoring Champion und HE Spielerin des Jahres ausgezeichnet. Darüber hinaus wurde sie in das CCM/AHCA Hockey First Team All-American, gehörte zu den zehn Finalistinnen für den Patty Kazmaier Award und war damit die erste Spielerin der UVM, die diese Ehre zuteilwurde. Während der folgenden Saison 2022/23 als graduate student erzielte sie 21 Tore und 24 Assists in 36 Spielen. Schafzahl war damit erneut Topscorerin ihres Teams und wurde am Saisonende erneut in das First Team All Hockey East gewählt. Sie beendete ihre Zeit in Vermont als beste Spielerin des Programms aller Zeiten in Bezug auf Tore (71), Assists (74) und Scorerpunkte (145).
Nach Abschluss ihres Studiums erhielt sei einen Vertrag bei den Montreal Force aus der Premier Hockey Federation. Im Juni 2023 wurde die PHF inklusive aller Teams an neue Investoren verkauft und mit der PWHL eine neue professionelle Frauenliga gegründet. Während des PWHL Draft 2023 wurde Schafzahl an 39. Stelle von den PWHL Boston ausgewählt und unterschrieb im November 2023 einen Zweijahresvertrag bei dem Franchise. Beim ersten Pflichtspiel des Clubs erzielte Schafzahl das erste Tor in der Clubgeschichte und erreichte am Saisonende mit dem Team aus Boston das Playoff-Finale, in dem Boston dem Team aus Minnesota unterlag.

### International
Im Jahr 2015 debütierte Theresa Schafzahl bei der Weltmeisterschaft der U18-Frauen der Division I für Österreich. Weitere WM-Einsätze im U18-Bereich folgten 2016, 2017 und 2018, wobei sie sich beim Qualifikationsturnier 2016 für die Division IA qualifizierte und als beste Stürmerin ausgezeichnet wurde. Zwei Jahre später, bei der U18-Weltmeisterschaft der Division IA 2018, erhielt sie erneut die Auszeichnung als beste Stürmerin.
Bei den Olympischen Jugendspielen 2016 in Lillehammer nahm Schafzahl an der Skills Challenge teil und gewann die Bronzemedaille. Einen Monat später, im März 2016, nahm sie an ihrer ersten Frauen-Weltmeisterschaft der Division IA teil. Seither ist sie fester Bestandteil des Nationalkaders und vertrat Österreich bei den jährlichen Weltmeisterschaften der Division I sowie im Rahmen der Olympiaqualifikation 2017, 2021 und 2025. Bei der Weltmeisterschaft der Division IA 2025 schaffte sie gemeinsam mit dem Nationalteam erstmals den Aufstieg in die Top-Division und trug zu diesem Erfolg 2 Tore und 4 Assists bei.

## Erfolge und Auszeichnungen

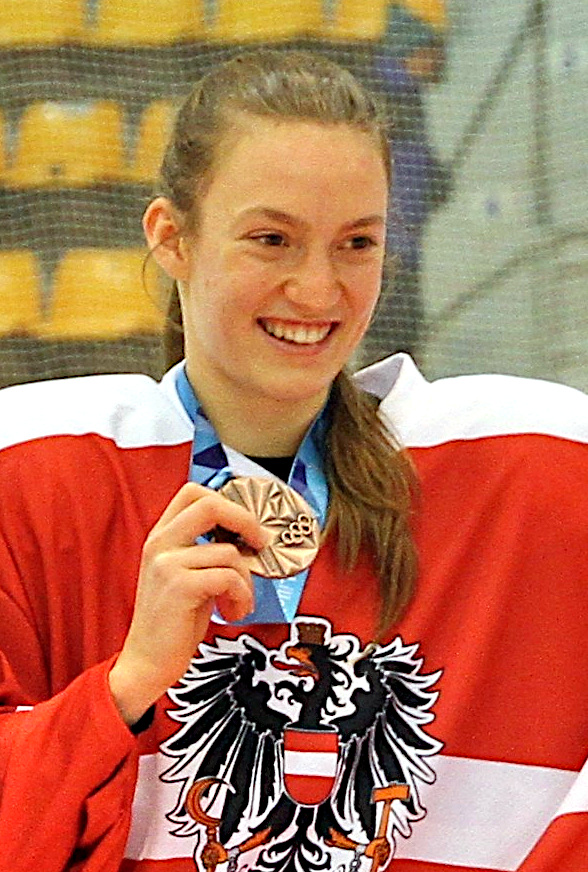
Theresa Schafzahl mit ihrer Bronzemedaille bei den Olympischen Jugendspielen 2016

- 2016 Bronzemedaille der Skills Challenge bei den Olympischen Jugendspielen
- 2016 Qualifikation für die Division IA beim U18-Qualifikationsturnier
- 2016 Beste Stürmerin des U18-Qualifikationsturnier
- 2017 Österreichische Meisterin mit den EHV Sabres Wien
- 2018 Gewinn der Elite Women’s Hockey League mit den EHV Sabres Wien
- 2018 Österreichische Meisterin mit den EHV Sabres Wien
- 2018 Beste Stürmerin der U18-Weltmeisterschaft der Division IA
- 2022 First All-Star-Team der Hockey East
- 2022 Topscorerin der Hockey East
- 2022 Spielerin des Jahres der Hockey East
- 2022 AHCA First Team All-American
- 2023 First All-Star-Team der Hockey East
- 2025 Aufstieg in die Top-Division bei der Weltmeisterschaft der Division IA

## Karrierestatistik
(Legende zur Spielerstatistik: Sp oder GP = absolvierte Spiele; T oder G = erzielte Tore; V oder A = erzielte Assists; Pkt oder Pts = erzielte Scorerpunkte; SM oder PIM = erhaltene Strafminuten; +/− = Plus/Minus-Bilanz; PP = erzielte Überzahltore; SH = erzielte Unterzahltore; GW = erzielte Siegtore; 1 Play-downs/Relegation; Kursiv: Statistik nicht vollständig); ÖSM = Österreichische Staatsmeisterschaft